# J.B. Hutto
J.B. Hutto (ur. 26 kwietnia 1926, zm. 12 czerwca 1983) – amerykański wokalista i gitarzysta bluesowy, przedstawiciel chicagowskiego bluesa. Członek Blues Hall of Fame. Znany z umiejętności gry slide.
Hutto wychowywał się w Georgii, USA. Tam grał w swojej pierwszej grupie, uformowanej razem z rodzeństwem, the Golden Crown Gospel Singers. Jednak muzykę pierwszy raz potraktował poważnie dopiero po przeprowadzce do Chicago, gdzie grał na pianinie i perkusji z Johnnym Fergusonem i jego zespołem, the Twisters. Wtedy rozpoczął także grę na gitarze. Zafascynowany występami Elmore’a Jamesa, zaczął studiować i kopiować jego technikę slide.
Pierwsze profesjonalne nagranie Hutto miało miejsce w 1954 roku, kiedy z zespołem nazwanym the Hawks nagrał 9 piosenek (z czego 6 zostało wydanych, w tym singel „Now She’s Gone”). W grupie grali z nim Eddie „Porkchop” Hines na tarce do prania, George Mayweather na harmonijce i Joe Custom na drugiej gitarze. Pierwsze utwory zostały wydane przez należącą do Chess Records wytwórnię Chance, nie odniosły jednak sukcesu. J.B. Hutto zniechęcił się do muzyki, powrócił dopiero 10 lat później, po śmierci swojego idola, Elmore’a Jamesa.
W 1964 roku debiutowała nowa wersja zespołu the Hawks, tym razem Hutto grał z Frankiem Kirklandem na perkusji i Hermanem Hasselem na gitarze basowej. Grupa zaczęła dawać regularne koncerty w południowochicagowskim klubie Turner’s Blues Lounge. Dwa lata później wytwórnia Testament Records wydała album Masters of Modern Blues, a w 1967 roku J.B. Hutto z the Hawks nagrał 5 utworów na składankę Chicago/The Blues/Today!.
Pierwszym solowym nagraniem Hutto był Hawk Squat z tego samego roku, następnie pojawił się Slidewinder, uważany za jego szczytowe osiągnięcie. Bluesman do roku 1983 nagrywał dla różnych wytwórni, w tym JSP, Varrick i Wolf, jego ostatnim albumem był Slippin’ & Slidin, wydany niedługo przed jego śmiercią.
Gitara JB Hutto Montgomery Airline, używana m.in. przez Jacka White’a, została nazwana na cześć legendarnego bluesmana.